# William Cornell Greene
William Cornell Greene (Duck Creek, Wisconsin, 26 de agosto de 1852 - Cananea, Sonora, 5 de agosto de 1911) fue un empresario estadounidense, quien se hizo famoso por el descubrimiento de ricas reservas de cobre en Cananea, Sonora, México, donde fundó la Compañía Consolidada de Cobre de Cananea, (''The Cananea Consolidated Copper Company, S. A.") o (4"C") en 1899. En 1905, William C. Greene era uno de los empresarios más ricos del mundo.

## Biografía
Greene fue hijo de Eleanor Cornell y Townsend Greene, educado en escuelas privadas y en el Chappaqua Mountain Institute en Chappaqua, Nueva York.
Greene empezó su carrera laboral como empleado de O. H. Angevina, empresa donde trabajó durante tres años antes de salir para el Oeste de Estados Unidos como miembro del equipo de agrimensura del Ferrocarril Pacífico Norte. Abandonó el ferrocarril y luego, en 1870, se quedó a vivir en Fargo, Dakota del Norte, antes de participar en varios negocios. Trabajó en industrias de minería y ganadería en el oeste, en un área que incluyó Montana, Colorado, Arizona y Sonora el norte de México. Se sabe que tuvo numerosos encuentros con tribus nativas y forajidos que merodeaban las áreas que inspeccionaba.

## El asesinato de Burnett
En 1897 Greene y su familia vivieron en un rancho junto al río San Pedro, cerca de lo que hoy es la ciudad de Sierra Vista, Arizona. Ese año Greene construyó una pequeña presa a lo largo del río para regar sus campos de alfalfa, lo que enfureció a su vecino, James C. Burnett.
Burnett quería expandir su propio rancho. Contrató un equipo de trabajadores chinos para construir una nueva presa en su propiedad y, según la tradición, volar la presa de Greene con dinamita. Fue entonces cuando se produjo la tragedia: al día siguiente de que la presa fue destruida, el 25 de julio Ella, hija de Greene y una amiga, llamada Katie Corcoran, bajaron a nadar en su lugar favorito a lo largo del río San Pedro, pero fueron arrastradas y ahogadas por la corriente. Al parecer, la explosión de la dinamita había alterado el canal del río, creando un agujero profundo con una fuerte corriente, donde originalmente había sólo una piscina poco profunda. Eva, la hermana menor de Ella sobrevivió porque ella permanecía en la orilla del río mientras que las niñas mayores estaban en el río.
Greene culpó a Burnett por la muerte de su hija y de inmediato buscó venganza. A los pocos días Burnett estaba en Allen Street cerca de O.K. Corral en Tombstone  y Greene lo mató con su revólver. Luego, calmadamente, se rindió al Sheriff Scott White. Aunque Burnett estaba muerto y Greene en última instancia fue absuelto de asesinato alegando legítima defensa, el enfrentamiento desgarró su matrimonio. Su esposa nunca se recuperó de la pérdida de su hija y murió en Los Ángeles en 1899 por complicaciones de una cirugía ovárica. Greene se casó con Mary Benedicto (1876-1955) unos años más tarde.

## Empresario

### Minera de Cananea
El 15 de septiembre de 1899, Greene fue propietario de la Compañía Minera de Cananea, para lo cual fundó la Compañía Consolidada de Cobre de Cananea, para desarrollar recursos ricos en cobre que descubrió en Cananea. La mina de Greene se convirtió en muy poco tiempo en una de las fuentes más ricas de mineral de cobre en el mundo, con un promedio de salida más de 70 millones de libras por año. En consecuencia, Greene muy pronto se convirtió en uno de los empresarios más adinerados de los Estados Unidos y con su éxito pronto creó una serie de empresas como: la Compañía de Carbón de Costa Pacífico; la Greene Consolidated Gold Company; la Compañía del Ferrocarril de Cananea, la Sierra Madre Land and Lumber Company, compañía maderera, entre otras. Aunque tuvo buenos resultados, ninguna produjo la riqueza generada en las minas de cobre de Cananea.

### Ferrocarriles
Greene incursionó en la construcción de ferrocarriles por las necesidades operativas de la mina de Cananea de la cual era propietario. Así construyó el de ferrocarril tramo Cananea - Naco y el tramo de Cananea a Nogales para conectarse con el Ferrocarril de Sonora.  Adicionalmente realizó otros proyectos ferrocarrileros como el de la Compañía Ferrocarrilera Cananea, Río Yaqui y Pacífico, que aunque no se realizó el tramo si consiguió l contrato para la construcción de Guaymas hasta Guadalajara, mismo que si se llevó a cabo su construcción.
Hubo otros proyectos ferrocarrileros no realizados como

### Ganadería
En 1903, Greene compró el Rancho de San Rafael cerca de Lochiel, Arizona y la sede de su imperio de ganadería. Greene tuvo bastante éxito con su rancho e incluso atrajo la atención del caudillo mexicano Pancho Villa, quien le robó un par de caballos en más de una ocasión. El Rancho de San Rafael permaneció en la familia de Greene hasta 1998, cuando The Nature Conservancy y Parques Estatales de Arizona lo compraron para reserva de la vida salvaje. En 2008, la sede del rancho fue agregada al registro nacional de lugares históricos como el "Rancho Histórico del Distrito de San Rafael".

### Minería
El pánico Lawson de 1904 y las huelgas mineras dos años más tarde fueron el principio del fin para la Greene Consolidated. El pánico comenzó cuando Thomas W. Lawson, un popular inversionista, empresario minero y escritor de la época, provocó una especulación en Wall Street que mandó el precio de las inversiones en espiral a la baja. Después hubo cierta recuperación en el precio de la acción, pero la situación empeoró en mayo de 1906 cuando la compañía enfrentó la huelga de los mineros descontentos por la desigualdad de pagos. Hubo una llamada de auxilio y Greene Consolidated fue rápidamente apoyada por los Rurales Sonorenses y por los Rangers de Arizona, quienes entraron a Sonora en contra de la orden.

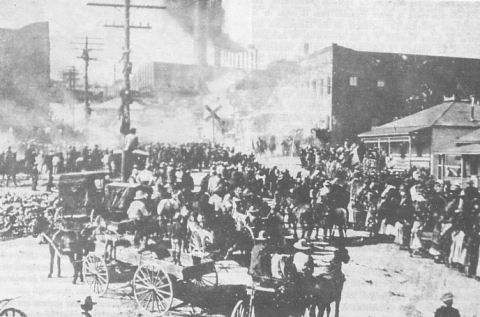
William C. Greene enfrenta a los mineros en Cananea

Además de los problemas con los mineros, muchos de los partidarios de Greene en Nueva York comenzaron a alejarse de él. Vendieron sus acciones, lo que impulsó a la baja su cotización. Aunque no fue hasta su propio exceso en negocios relacionados, combinado con las tácticas de negocio agresivo de los hombres de negocios rivales y competidores, forzando a Greene a sucumbir. En 1906, con la disminución de las finanzas de la minera y sin manera de activarlas, Greene vendió la empresa a Thomas F. Cole y John D. Ryan.

## Fallecimiento
Tras la venta de su empresa, Greene tuvo que salir de las operaciones diarias de la mina. Dejó la mayoría de sus actividades sociales y vivió tranquilamente en Cananea hasta su muerte el 5 de agosto de 1911, como resultado de neumonía, que fue inducida por un accidente automovilístico sufrido días antes.
Tras su funeral y el servicio religioso en su casa, el ataúd fue cargado en su tren privado y llevado a Los Ángeles, California. En 1918, Charlie Wiswall, gerente general de Greene, considerado como un hombre de "gran corazón", se casó con la viuda de Greene, Mary Benedicto. El matrimonio se efectuó con un acuerdo prenupcial donde se acordó que Wiswall no tuviera acceso a los bienes de la herencia y que él sería considerado un empleado permanente del Emporio de Greene.
Wiswall murió en 1953 y María en 1955. William, hijo de Greene, trasladó los restos de su padre a Cananea, donde fueron cremados en el corazón del cementerio de la ciudad en 1956.

## Galería

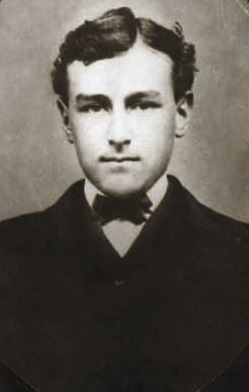
William Cornell Greene cuando era joven.
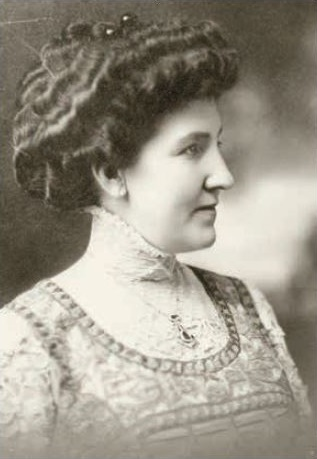
Mary Benedict, segunda esposa de William Greene (1876-1955)
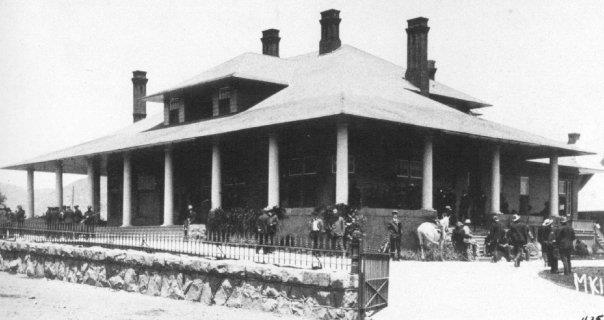
La casa de Greene en Cananea.
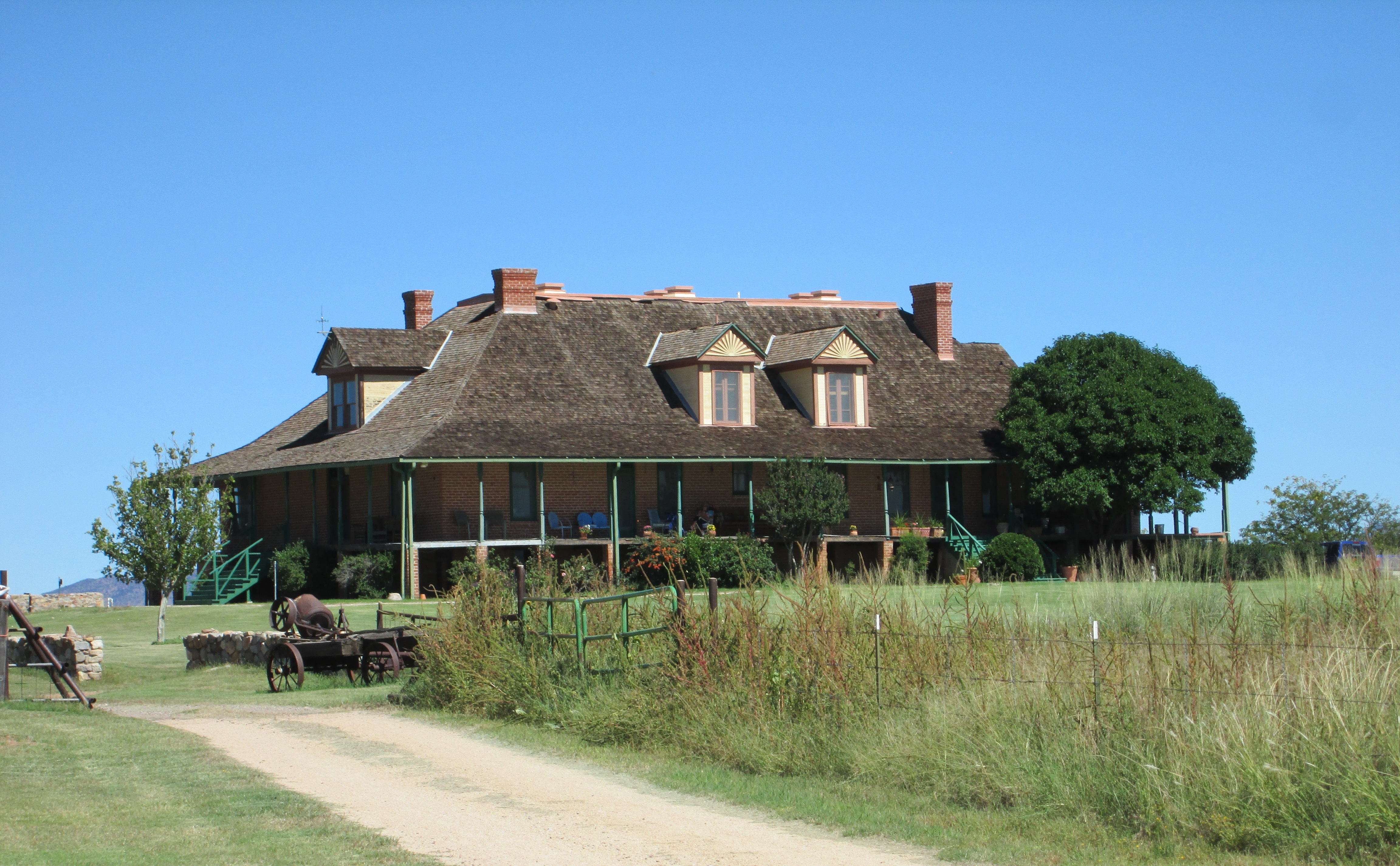
La casa del Rancho San Rafael en Arizona, 2014